# Ostrov u Macochy
Ostrov u Macochy település Csehországban, a Blanskói járásban. Ostrov u Macochy Sloup, Vilémovice, Šošůvka, Holštejn, Vavřinec, Krasová és Lipovec településekkel határos. Lakosainak száma 1107 fő (2024. január 1.).

## Népesség
A település lakosságának változását az alábbi diagram mutatja:
| Lakosok száma | 1089 | 1172 | 1234 | 1261 | 1173 | 1086 | 1117 | 1120 | 1104 | 1107 |
|               | 1869 | 1890 | 1921 | 1950 | 1980 | 2001 | 2017 | 2019 | 2022 | 2024 |